# Ved Buens Ende
Ved Buens Ende är en norsk musikgrupp (black metal/avant-garde metal). Deras musik är mångskiftande, med instrumentella jazz-influerade sektioner och aggressiv black metal blast beat. "Ved Buens Ende" hänvisar till regnbågen Bifrost i den nordiska mytologin.

## Historia
Ved Buens Ende bildades i Oslo 1994 av gitarristen Vicotnic i bandet Manes (ej att förväxlas med det mer kända bandet från Trondheim med samma namn) och trumslagaren Carl-Michael Eide från bandet Ulver. Basisten Skoll tillkom något senare.
Bandet splittrades 1997, efter att ha släppt endast ett studioalbum, Written in Waters. Ved Buens Ende återförenades 2006, men splittrades året efter. Bandet återförenades 2019.

## Medlemmar
Nuvarande medlemmar
- Skoll (Hugh Stephen James Mingay) – keyboard (1994–1997), basgitarr, (1994–1997, 2019– )
- Aggressor (Carl-Michael Eide) – trummor (1994–1997), gitarr, sång (1994–1997, 2006–2007, 2019– )
- Vicotnik (Yusaf Parvez) – gitarr, sång (1994–1997, 2006–2007, 2019– )

Tidigare medlemmar
- Plenum (Petter Berntsen) – basgitarr (2006–2007)
- Einar Sjursø – trummor (2006–2007)

Turnerande medlemmar
- Sverd (Steinar Sverd Johnsen) – keyboard (1995)
- ICS Vortex (Simen Hestnæs) – sång (1995)
- Øyvind Myrvoll – trummor (2019– )

Medlemmar i Manes
- Vicotnik (Yusaf Parvez) – gitarr, sång (1993–1994)
- Thamuz (Gunnar Håkonsen) – trumprogrammering, bakgrundssång (1993–1994)
- Morgaine (Anders Dahl) – basgitarr (1993–1994)

## Diskografi
Demo
- 1994 – Those Who Caress the Pale

Studioalbum
- 1995 – Written in Waters